# Marco Ingrao
Marco Ingrao (Agrigento, 26 juli 1982) is een Italo-Belgisch voetballer die actief is bij RCS Verviérs. Hij speelt meestal als linksachter.

## Carrière
Zijn professionele voetbalcarrière begon bij KRC Genk in 1999. In het seizoen 2002-2003 verwierf hij meer ervaring en werd hij geselecteerd voor de Rode Duivels. Met 18 wedstrijden en 1 doelpunt debuteerde hij in de UEFA Cup.
Hij speelde bij RAEC Mons, in de hoogste Belgische afdeling. Hij speelde er 21 wedstrijden en scoorde één doelpunt.
In het eerste deel van het seizoen 2005-2006 (januari) kwam hij aan bij Vicenza Calcio, waar hij één wedstrijd speelde. Vanaf het seizoen 2006-2007 speelde Marco Ingrao voor Lierse, tot aan zijn overstap naar Standard Luik in 2008. Daar vertrok hij na een jaar, om in 2010 een contract te tekenen bij MVV. Ook dat werd geen succes, waardoor hij in januari 2012 een contract tekende bij AS Eupen.

## Erelijst
- Beker van België (1999-2000, KRC Genk)
- Belgisch kampioen (2001-2002, KRC Genk)
- Titel Tweede klasse (2005-2006, RAEC Mons)
- Belgisch kampioen (2007-2008, Standard Luik)
- Belgisch Supercupwinnaar (2007-2008, Standard Luik)
- Belgisch kampioen (2008-2009, Standard Luik)